# Hirvensalmi
Hirvensalmi est une municipalité du Sud-Est de la Finlande, dans la région de Savonie du Sud et la province de Finlande orientale.

## Histoire
Un village a existé au même emplacement depuis la fin du XVe siècle. La paroisse n'a été fondée qu'en 1851 et la commune en 1868. L'église actuelle a été construite en 1915 sur les plans de Josef Stenbäck.

## Géographie
La commune est typique de la région des lacs. Les lacs occupent 35 % de la superficie totale, notamment le grand lac Puula, le 8e plus grand du pays. On trouve en tout 127 lacs, 327 îles et 1360 km de berges. Les forêts occupent l'essentiel des terres émergées, les zones agricoles étant très peu nombreuses.
Sur le plan démographique, la commune a connu un véritable effondrement entre les années 1920 et les années 1970. Elle ne compte aujourd'hui qu'un tiers de sa population de 1924, mais revit largement en été grâce aux occupants des 2 800 maisons de vacances.
Le village centre se situe à 33 km de Mikkeli, 126 km de Jyväskylä, 195 km de Kuopio et 211 d'Helsinki. Les communes voisines sont Kangasniemi au nord, Mikkeli à l'est, Ristiina au sud-est, Mäntyharju au sud, Pertunmaa au sud-ouest, et enfin Joutsa à l'ouest (Finlande-Centrale).

## Démographie
Depuis 1980, la démographie d'Hirvensalmi a évolué comme suit,,:
| Année      | 1980  | 1985  | 1990  | 1995  | 2000  | 2005  |
| ---------- | ----- | ----- | ----- | ----- | ----- | ----- |
| population | 3 165 | 2 904 | 2 835 | 2 757 | 2 666 | 2 579 |

| Année      | 2010  | 2015  | 2020  |
| ---------- | ----- | ----- | ----- |
| population | 2 439 | 2 290 | 2 128 |

## Lieux et monuments
- Église d'Hirvensalmi
- Kissakoski (fi)
- Musée Ahti Karjalainen (fi)
- Musée Pitäjäntupa d'Hirvensalmi (fi)

## Personnalités
C'est la commune de naissance d'Ahti Karjalainen, ancien premier ministre de Finlande.